# Риттенхаус, Дэвид
Дэвид Риттенхаус (англ. David Rittenhouse ) (1732—1796) — американский астроном, изобретатель, математик, часовщик. Риттенхаус являлся членом Национального философского общества и первым директором Монетного двора Соединённых Штатов Америки.
Во время Американской революции Риттенхаус помогал в организации обороны Филадельфии и создавал телескопы и навигационные инструменты для военных подразделений США. После войны Риттенхаус разрабатывал систему дорог и орошения в штате Пенсильвания. Позже он вернулся к изучению звёзд и планет и добился на этом поприще международного признания.
В 1786 году изобрёл первую дифракционную решётку.

## Память
В 1970 году Международный астрономический союз присвоил имя Риттенхауса кратеру на обратной стороне Луны.

## В культуре
Дэвид Риттенхаус — основной антагонист первого сезона телевизионного шоу «Вне времени», основатель мифической организации «Rittenhouse». Часовщик, заговорщик.